# Franz Betzhold
Franz August Otto Betzhold – niemiecki agronom działający w Królestwie Polskim i Galicji.

## Życiorys
Pochodził z Meklemburgii. Dr nauk gospodarstwa wiejskiego, ukończył studia na uniwersytecie w Oxfordzie. W latach 30. XIX wieku radca rolnictwa i leśnictwa, dyrektor ds. leśnictwa i gospodarki rolnej Wielkiego Księstwa Mecklenburg-Schwerin. Dyrektor fabryki likieru na Węgrzech, następnie administrator dóbr na Morawach oraz dóbr Osiek (należących do klarysek) koło Kątów w Galicji (1840-1842). Jako wysokiej klasy specjalista został w 1842 sprowadzony przez Piotra Steinkellera do Królestwa Polskiego, gdzie zarządzał dobrami Podolany i Żarki. Tym ostatnim majątkiem kierował przez wiele lat doprowadzając go do kwitnącego stanu poprzez meliorację łąk i pastwisk, wprowadzenie płodozmianu, rozwój cukrownictwa i uprawy buraków. Był także doradcą właściciela Koniecpola Tomasza Potockiego m.in. przy produkcji cukru, uprawie buraków cukrowych, a także prowadzeniu prac melioracyjnych. Od lat 50. XIX wieku wraz z żoną czynnie uczestniczył w życiu zboru protestanckiego w Warszawie. Prowadził Skład Nasion przy ulicy Senatorskiej w Warszawie. Członek Towarzystwa Rolniczego w Królestwie Polskim (1858-1861). Członek korespondent Galicyjskiego Towarzystwa Gospodarskiego (1846-1890). Członek towarzystw ekonomicznych w Petersburgu, Moskwie, Mitawie, Stuttgarcie, Grazu i Innsbrucku. Współpracownik "Agronomische Zeitung" (1858), oraz czasopisma "Korrespondent Handlowy, Rolniczy i Przemysłowy" (1855). Ożeniony z Marią z domu Theiss, mieli syna Johanna.
Kawaler pruskiego orderu Orła Czerwonego klasy IV (1852).

### Niektóre prace autorstwa Franza Betzholda
- Feuilleton. Aus dem Gebiete der Landwirtschaft. (Die Rübenzukkerfabrikation in Mähren.), "Allgemeine Theaterzeitung" Nr 82 z 6 kwietnia 1841, s. 364
- Die deutschen Handels- und Gewerbspflanzen, oder Anleitung zur Kultur der wichtigsten Gespinnst-, Öl-, Farbe-, Gewürz- und sonstigen Fabrikspflanzen, Berlin 1842
- Die deutschen Handels- und Gewerbspflanzen, oder Anleitung zur Kultur der wichtigsten Gespinnst-, Öl-, Farbe-, Gewürz- und sonstigen Fabrikspflanzen : Mit Angabe der botanischen Charakteristik, Klima, Boden, Lage, Bearbeitung des Bodens, Düngung, Fruchtfolge, Aussaat, Kultur, Ernte, Behandlung des Rohproduktes, Ertrag, Preis, Kulturkosten, Verwendung, technischen Zubereitung, Bestandtheile e[t]c. von und für jede Pflanze besonders, Brünn 1841
- Co zastąpić może posiadaczom gruntowym gorzelnie? Albo opisanie Fabryki Cukru z buraków w Chrząstowie, należącej do hr. Potockiego i wprowadzonej tamże nowej metody maceracyjnej Donbasl’a jako metody najwięcej korzyści przynoszącej, najmniej kosztującej i nawet dla małych posiadaczy gruntu stosowanej, Warszawa 1845,